# Tactic
Pour les articles homonymes, voir Tactic (homonymie).
Tactic est un éditeur de jeux de société basé à Maurepas en France et filiale du groupe finlandais Nelostuote Oy.

## Quelques jeux édités
- Train mexicain, 1994, Katy et Roy Parson.
- Bombay Bazar, 2001, Sylvie Barc et Jean-Charles Rodriguez
- Bakari, 2002, Virginia Charves, As d'or Jeu de l'année  2002
- Destination trésor, 2002, Bo-Jakob Malm et Carl-Johan Nilsson
- Wapi, 2003, Reiner Knizia
- Hériss' Olym-Pik !, 2005, (Igel Ärgern), Doris Matthäus et Frank Nestel
- Gold Armada, 2017, Reiner Knizia